# Longiano
Longiano är en ort och kommun i Forlì-Cesena, Emilia-Romagna, Italien. Orten ligger ca 90 kilometer sydöst om Bologna och ca 30 kilometer sydöst om Forlì. Kommunen hade 7 200 invånare (2018) och gränsar till följande kommuner: Cesena, Gambettola, Gatteo, Montiano, Roncofreddo, Santarcangelo di Romagna, Savignano sul Rubicone och Terre del Reno.

## Sevärdheter
- Rocca Malatestiana
- Teatro Petrella